# Cheval de l'année au Japon
Le titre de Cheval de l'année au Japon est la plus haute récompense décernée aux chevaux purs-sangs participant aux courses hippiques du Japon. Elle est remise chaque année par la Japan Racing Association (JRA) qui, lors des JRA Awards, récompense également des chevaux selon leur âge, leur sexe, leur distance de prédilection ou la surface sur laquelle ils évoluent.

## Palmarès
| Année | Cheval         | S/A | Père            | Entraîneur         | Propriétaire           | Principales victoires                                                                  |
| 2024  | Do Deuce       | M.5 | Heart's Cry     | Yasuo Tomomichi    | Kieffers Co Ltd        | Tenno Sho (automne), Japan Cup                                                         |
| 2023  | Equinox        | M.4 | Kitasan Black   | Tetsuya Kimura     | Silk Racing Co. Ltd    | Takarazuka Kinen, Tenno Sho (automne), Japan Cup                                       |
| 2022  | Equinox        | M.3 | Kitasan Black   | Tetsuya Kimura     | Silk Racing Co. Ltd    | Tenno Sho (automne), Arima Kinen                                                       |
| 2021  | Efforia        | M.3 | Epiphaneia      | Yuichi Shikato     | U Carrot Farm          | Satsuki Shō, Tenno Sho (automne), Arima Kinen                                          |
| 2020  | Almond Eye     | F.5 | Lord Kanaloa    | Yasuo Tomomichi    | Silk Racing Co. Ltd    | Tenno Sho (Printemps), Victoria Mile, Japan Cup                                        |
| 2019  | Lys Gracieux   | F.5 | Heart's Cry     | Yoshito Yahagi     | U Carrot Farm          | Takarazuka Kinen, Cox Plate, Arima Kinen                                               |
| 2018  | Almond Eye     | F.3 | Lord Kanaloa    | Yasuo Tomomichi    | Silk Racing Co. Ltd    | Triple Couronne des Pouliches (Oka Shō, Yūshun Himba, Shuka Shō), Japan Cup            |
| 2017  | Kitasan Black  | M.5 | Black Tide      | Hisashi Shimizu    | Ono Shoji              | Tenno Sho (Printemps), Tenno Sho (Automne), Osaka Hai, Arima Kinen                     |
| 2016  | Kitasan Black  | M.4 | Black Tide      | Hisashi Shimizu    | Ono Shoji              | Tenno Sho (Printemps), Japan Cup                                                       |
| 2015  | Maurice        | M.4 | Screen Hero     | Noriyuki Hori      | Kazumi Yoshida         | Yasuda Kinen, Mile Championship, Hong Kong Mile, Champions Mile                        |
| 2014  | Gentildonna    | F.5 | Deep Impact     | Sei Ishizaka       | Sunday Racing Co.      | Arima Kinen                                                                            |
| 2013  | Lord Kanaloa   | M.5 | King Kamehameha | Takayuki Yasuda    | Lord Horse Club        | Sprinters Stakes, Hong Kong Sprint, Takamatsunomiya Kinen, Yasuda Kinen                |
| 2012  | Gentildonna    | F.4 | Deep Impact     | Sei Ishizaka       | Sunday Racing Co.      | Triple Couronne des Pouliches (Oka Shō, Yūshun Himba, Shuka Shō), Japan Cup            |
| 2011  | Orfevre        | M.3 | Stay Gold       | Yasutoshi Ikee     | Sunday Racing Co.      | Triple Couronne (Tokyo Yushun, Satsuki Shō, Kikuka Shō), Takarazuka Kinen, Arima Kinen |
| 2010  | Buena Vista    | F.4 | Special Week    | Hiroyoshi Matsuda  | Sunday Racing Co.      | Victoria Mile, Tenno Sho (Printemps)                                                   |
| 2009  | Vodka          | F.5 | Tanino Gimlet   | Katsuhiko Sumii    | Yuzo Tanimizu          | Yasuda Kinen, Victoria Mile, Japan Cup                                                 |
| 2008  | Vodka          | F.4 | Tanino Gimlet   | Katsuhiko Sumii    | Yuzo Tanimizu          | Yasuda Kinen, Tenno Sho (Printemps)                                                    |
| 2007  | Admire Moon    | M.4 | End Sweep       | Hiroyoshi Matsuda  | Darley Japan Farm      | Dubaï Duty Free, Takarazuka Kinen, Japan Cup                                           |
| 2006  | Deep Impact    | M.4 | Sunday Silence  | Yasutoshi Ikee     | Kaneko Makoto Holdings | Tenno Sho (Printemps), Takarazuka Kinen, Japan Cup, Arima Kinen                        |
| 2005  | Deep Impact    | M.3 | Sunday Silence  | Yasutoshi Ikee     | Kaneko Makoto Holdings | Triple Couronne (Tokyo Yushun, Satsuki Shō, Kikuka Shō)                                |
| 2004  | Zenno Rob Roy  | M.4 | Sunday Silence  | Kazuo Fujisawa     | Shinobu Osako          | Tenno Sho (Automne), Japan Cup, Arima Kinen                                            |
| 2003  | Symboli Kris S | M.4 | Kris S.         | Kazuo Fujisawa     | Symboli Stud           | Tenno Sho (Printemps), Arima Kinen                                                     |
| 2002  | Symboli Kris S | M.3 | Kris S.         | Kazuo Fujisawa     | Symboli Stud           | Tenno Sho (Printemps), Arima Kinen                                                     |
| 2001  | Jungle Pocket  | M.3 | Tony Bin        | Sakae Watanabe     | Yomoji Saito           | Tokyo Yushun, Japan Cup                                                                |
| 2000  | T M Opera O    | M.4 | Opera House     | Ichizo Iwamoto     | Masatsugu Takezono     | Japan Cup, Tenno Sho (Printemps), Tenno Sho (Automne), Takarazuka Kinen, Arima Kinen   |
| 1999  | El Condor Pasa | M.4 | Kingmambo       | Yoshitaka Ninomiya | Takashi Watanabe       | Grand Prix de Saint-Cloud. 2e Prix de l'Arc de Triomphe, Prix d'Ispahan                |
| 1998  | Taiki Shuttle  | M.4 | Devil's Bag     | Kazuo Fujisawa     | Taiki Farm             | Prix Jacques Le Marois, Yasuda Kinen, Mile Championship                                |
| 1997  | Air Groove     | F.4 | Tony Bin        | Yuji Ito           | Lucky Field Co.,Ltd.   | Tenno Sho (Printemps).                                                                 |
| 1996  | Sakura Laurel  | M.5 | Rainbow Quest   | Katsutaro Sakai    | Sakura Commerce        | Arima Kinen, Tenno Sho (Printemps)                                                     |
| 1995  | Mayano Top Gun | M.3 | Brian's Time    | Masahiro Sakaguchi | Yu Tadokoro            | Arima Kinen, Kikuka Shō                                                                |
| 1994  | Narita Brian   | M.3 | Brian's Time    | Masaaki Ookubo     | Hidenori Yamaji        | Triple Couronne (Tokyo Yushun, Satsuki Shō, Kikuka Shō), Arima Kinen                   |
| 1993  | Biwa Hayahide  | M.3 | Sharrood        | Mitsumasa Hamada   | Biwa Co., Ltd.         | Kikuka Shō                                                                             |
| 1992  | Mihono Bourbon | M.3 | Magnitude       | Tameo Toyama       | Mihono International   | Tokyo Yushun, Satsuki Shō                                                              |
| 1991  | Tokai Teio     | M.3 | Symboli Rudolf  | Shouichi Matsumoto | Masanori Uchimura      | Tokyo Yushun, Satsuki Shō                                                              |
| 1990  | Oguri Cap      | M.5 | Dancing Cap     | Tsutomu Setoguchi  | Shunsuke Kondo         | Arima Kinen, Yasuda Kinen                                                              |

### Précédents lauréats
- 1989 : Inari One
- 1988 : Tamamo Cross
- 1987 : Sakura Star O
- 1986 : Dyna Gulliver
- 1985 : Symboli Rudolf
- 1984 : Symboli Rudolf
- 1983 : Mr. C.B.
- 1982 : Hikari Duel
- 1981 : Hoyo Boy
- 1980 : Hoyo Boy
- 1979 : Green Grass
- 1978 : Kane Minobu
- 1977 : Ten Point
- 1976 : Tosho Boy
- 1975 : Kaburaya O
- 1974 : Kitano Kachidoki
- 1973 : Take Hope
- 1972 : Ishino Hikaru
- 1971 : Tomei
- 1970 : Takeshiba O
- 1969 : Asaka O
- 1968 : Speed Symboli
- 1967 : Korehide
- 1966 : Shinzan
- 1965 : Shinzan
- 1964 : Meizui
- 1963 : Ryu Forel